# Сејшели на Светском првенству у атлетици на отвореном 2017.
Сејшели су учествовали на Светском првенству у атлетици на отвореном 2013. одржаном у Лондону од 4. до 13. августа шеснаести пут, односно учествовали су на свим првенствима до данас. Репрезентацију Сејшела представљао 1 атлетичар који се такмичии у трци на 100 метара,
На овом првенству Сејшели нису освојили ниједну медаљу, нити је остварен неки резултат.

## Учесници
Мушкарци:
- Дилан Сикобо — 100 м

## Резултати

### Мушкарце
| Атлетичар    | Дисциплина | Лични рекорд | Предтакмичење | Предтакмичење | Квалификације        | Квалификације        | Полуфинале           | Полуфинале           | Финале               | Финале       | Детаљи |
| Атлетичар    | Дисциплина | Лични рекорд | Резултат      | Место         | Резултат             | Место                | Резултат             | Место                | Резултат             | Место        | Детаљи |
| ------------ | ---------- | ------------ | ------------- | ------------- | -------------------- | -------------------- | -------------------- | -------------------- | -------------------- | ------------ | ------ |
| Дилан Сикобо | 100 м      | 10,33 НР     | 11,01         | 4. у гр. 2    | Није се квалификовао | Није се квалификовао | Није се квалификовао | Није се квалификовао | Није се квалификовао | 48 / 58 (62) |        |